# Gコード

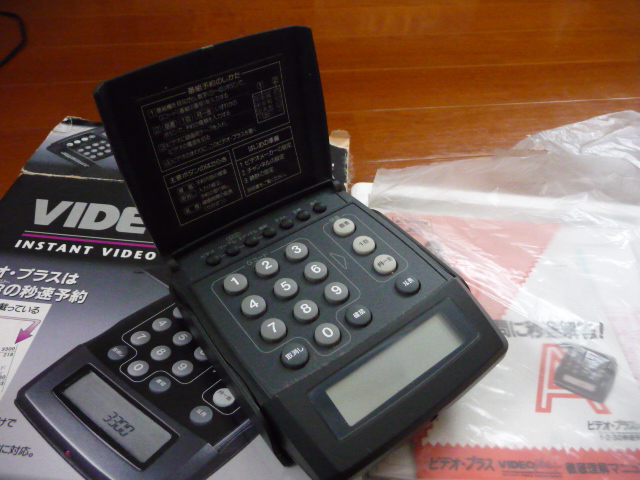
録画予約用リモコン ビデオ・プラス（日本版）

Gコード（ジー・コード、G-Code）は、アナログ放送におけるテレビ番組のチャンネルや放送時間を特定するための数字列をいう。テレビ番組の録画に利用された。
Gコードは、アメリカのジェムスターTVガイド・インターナショナル社が、コーデックで使用するために1988年に開発した。VCR Plus+、VideoPlus+、ShowView とも呼ばれ、G-Code とともに後継であるMacrovision社（現 TiVo Corporation）の登録商標になっている。

## 概要
Gコードの始まりは1988年であり、ジェムスターTVガイド・インターナショナルがビデオの録画予約をするときの入力作業が簡略にできる「VCR Plus」というシステムを開発した。最大8桁の数字による符号を入力するだけで予約が完了した。
日本では1992年に、日本法人のジェムスター・ジャパン社から「ビデオ・プラス」という専用リモコンを発売した。ジェムスター・ジャパン社によると1995年時点での「ビデオ・プラス」の売上総数は70万台であった。
Gコードは4〜8桁だった。よく使われる時間帯の符号は短く、早朝・深夜の番組では8桁になることが多かった。「1」や「2」などから始まる符号はゴールデンタイムの番組が多かった。
録画日・チャンネル・録画時間がどのようにしてコード化されるかはジェムスター社の企業秘密だったので、一般の利用者が自らの手でコードを作成することはほぼ不可能だった。
世界的なテレビ放送のデジタル化に伴い、2010年代のうちに淘汰された。全世界で下記4種類のGコードシステムが使われていたが、それぞれのシステムに互換性はなかった。
- VCR Plus+ - 北アメリカ
- G-Code - 日本・韓国・中国・香港・台湾・オーストラリア
- VideoPlus+ - イギリス・アイルランド
- ShowView - その他

## 欠点
日本でも、ビデオデッキなどに面倒な録画予約の設定入力の手間が省けることから大いに受け入れられた。しかし、特に当時盛んだった野球中継の延長などによって番組の放送時間が変更になった場合はGコード自体が無効となる（別の番組が録画されてしまう）など、弱点もあった。
番組開始・終了時間が早朝・深夜の中途半端な時間では正確に対応できず、コードを入力すると録画開始・終了時間が実際の番組開始・終了時間とずれていたこともあった。例えば、放送時間が深夜2時32分から37分だった場合、録画時間が深夜2時30分から40分となっていた。

## 歴史
Gコードの始まりは1988年であった。アメリカのジェムスターTVガイド・インターナショナルが最大8桁の数字を入力するだけで予約ができる「VCR Plus」というシステムを開発した。地方紙「ロサンゼルス・タイムズ」でそれを掲載した後、全米各地の新聞に掲載し、ビデオ利用者からの絶大な反響を得た。
日本では1992年4月1日に朝日新聞（夕刊）で独占掲載を開始し、それに合わせて日本法人のジェムスター・ジャパン社から「ビデオ・プラス」という専用リモコンを発売した。当時、東京首都圏向け夕刊では二部紙の別冊として当日夕方から翌日深夜分を全てまとめて掲載、大阪他では中ページに翌日の主要番組をジャンル別で収録したほか、土曜日夕刊（統合版は朝刊）の週間テレビ欄にもジャンル別で収録したことがあった。
その年の夏には朝日新聞系スポーツ紙の日刊スポーツ東京首都圏版でも掲載されるようになり、12月1日には朝日新聞の朝刊と読売新聞の朝夕刊にも掲載された。
翌1993年以降、全国各地のほとんどの新聞やテレビ雑誌などに幅広く掲載されるようになった。ただし、Gコードの掲載にはジェムスター社とのライセンス契約が必要であり、コストもかかるので、埼玉新聞、山口新聞、高知新聞、琉球新報など一部の地方紙では掲載されていないものもあった。特にスポーツ紙ではほとんどが掲載していず、日刊スポーツ東京首都圏版以外ではサンケイスポーツ東京・大阪版と道新スポーツ・中日スポーツ・東京中日スポーツが掲載しただけだった。
この流れに合わせて、ジェムスター社とのライセンス契約を結んだビデオデッキにもGコード入力機能が搭載されるようになり、多くのVTR・HDDレコーダーなどがGコードに対応していた時期もあった。なお、Gコードが採用されるまでは、松下電器製ビデオデッキ（マックロード）で、リモコンにバーコードスキャナーの機能をもたせた機種が発売されていたことがあり（初めて搭載されたのは1986年）、『週刊TVガイド』などのテレビ情報誌にはかつて主な番組では録画予約のためのバーコードが記載されていたこともあった。
テレビ番組欄でGコードがスペースをとることになったので、元々枠の小さかった深夜番組では番組タイトルや番組内容を極端に省略して掲載するようになった。
しかし、その後のGコードの需要は次第に減少した。EPG（電子番組表）に対応した録画機器が増えたこと、ケーブルテレビ（自主放送チャンネルに限る）、CS放送（アナログ放送、デジタル放送とも）、放送大学、BSデジタル放送、地上デジタルテレビジョン放送がいずれもGコードに対応していないこと、一部のテレビやチューナーからはIrシステムによるVTRコントロール機能、さらにHDMI連動機能を用いることによってEPGを使用した連動録画予約ができることなどから、Gコードの需要は次第に減少した。
2011年7月24日（東日本大震災被災地の岩手県・宮城県・福島県だけは翌2012年3月31日）正午をもって地上波アナログ放送が完全終了するにあたり、新聞番組表でのGコードの収録も順次廃止されることになった。関東地方、山梨県、静岡県、東海3県、近畿2府4県、福岡県および佐賀県だけGコード付きの番組表が掲載されていた日本経済新聞では、2009年1月31日をもってGコードの掲載を終了した。また日刊スポーツも東京首都圏版に掲載されていたGコードの掲載を2009年3月末で終了している。産経新聞は東京本社版・大阪本社版ではGコードが掲載されていたが、2009年10月1日に創刊された九州・山口特別版には創刊当初から掲載されていない。
テレビジョン放送完全デジタル化に伴い、日本国内ではサービス自体が2011年7月23日でアナログ放送向けGガイドとともに原則終了し、以後はデジタル放送向けGガイドに一本化された。ジェムスター・ジャパン社は、「アナログ放送終了後もGコード予約を利用できる対象が、シャープ・日本ビクター社製の一部録画機と、ケーブルテレビ会社による“デジアナ変換”受信に限られる」ことを明らかにした。
番組表へのGコードの掲載は、新聞・『TVガイド』・『ザテレビジョン』などのテレビ情報誌では2011年7月23日付を最後に完全終了した（東日本大震災で甚大な津波被害を受け、アナログ放送終了が2012年3月31日に延期された岩手県・宮城県・福島県の発行分も含む）。2013年4月時点でも掲載されていたのは、Gガイドの提供するインターネットのYahoo!テレビにおける番組表であったが、2013年中に同番組表でのGコード掲載も廃止されるに至った。